# Економіка Болгарії
Болгарія — індустріально-аграрна країна. Основні галузі економіки: машинобудівна та металообробна, харчова, хімічна, текстильна, конструкційних матеріалів. Основний транспорт — залізничний, автомобільний, морський, повітряний. Головні морські порти: Варна, Бургас. У Болгарії 10 аеропортів, з них три міжнародних — в Софії, Варні і Бургасі.
За даними Index of Economic Freedom, The Heritage Foundation, U.S.A., 2001: ВВП — $ 11,3 млрд. Темп зростання ВВП — 3,5 %. ВВП на душу населення — $1372. Прямі закордонні інвестиції — $ 14 млн. Імпорт (г.ч. верстати, обладнання для ГЕС і АЕС, автомобілі, вугілля, нафта і електроенергія) — $ 5,8 млрд (г.ч. Росія — 20,1 %; Німеччина — 14,0 %; Італія — 7,7 %; Греція — 5,8 %; США — 4,0 %). Експорт (г.ч. електромотори, електрокари, судна, синтетичні волокна, трояндова олія і лікарські трави) — $ 5,6 млрд (г.ч. Італія — 12,8 %; Німеччина — 10,5 %; Греція — 8,8 %; Туреччина — 7,9 %; Росія — 5,5 %).
Грошова одиниця — болгарський лев. У 1 леві — 100 стотинок. У обігу знаходяться купюри від 1 до 50 левів. В обігу також і металеві монети меншої вартості.
Валютне регулювання — Ввезення іноземної валюти не обмежене (декларація обов'язкова), національної валюти — в еквіваленті до 2000 $ США. Дозволений вивіз ввезеної іноземної валюти, національної — в еквіваленті до 2000 $ США. Зворотний обмін болгарської валюти при виїзді обмежений. Румунську валюту обміняти в Болгарії неможливо.
Рівень безробіття: 17,5 % (2001)

## Економічні райони

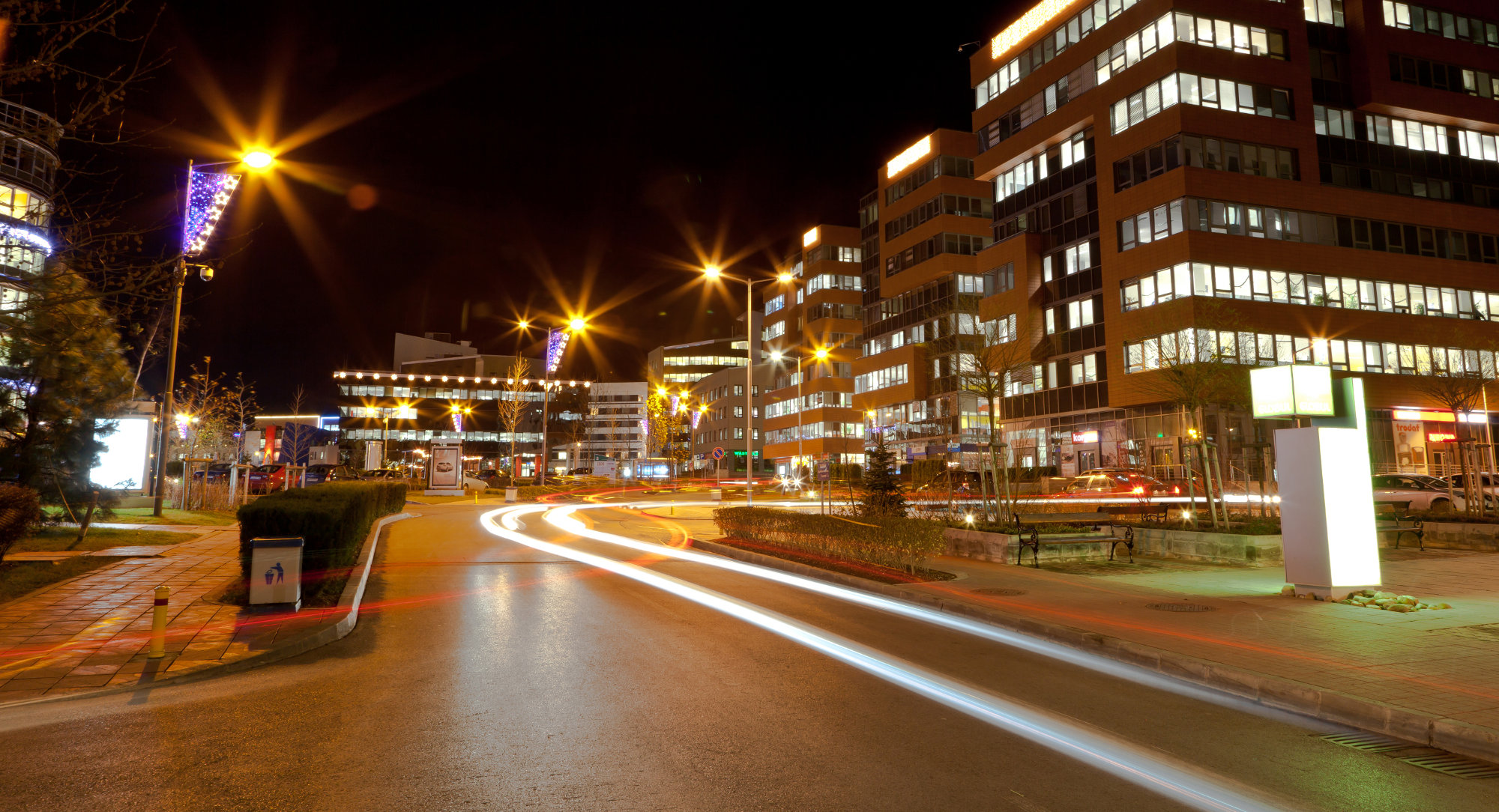
Бізнес парк Софія.

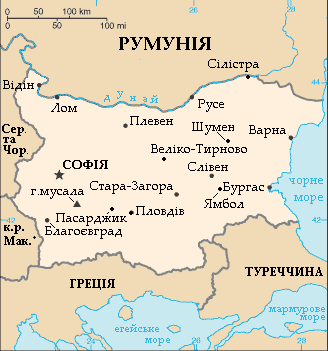
Мапа Болгарії.

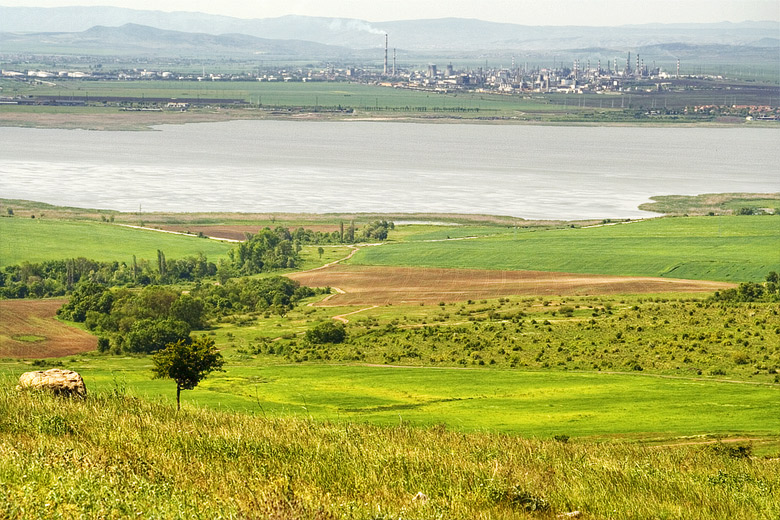
Сільськогосподарський і промисловий район Бургас, розташований поряд з озером Вайя.

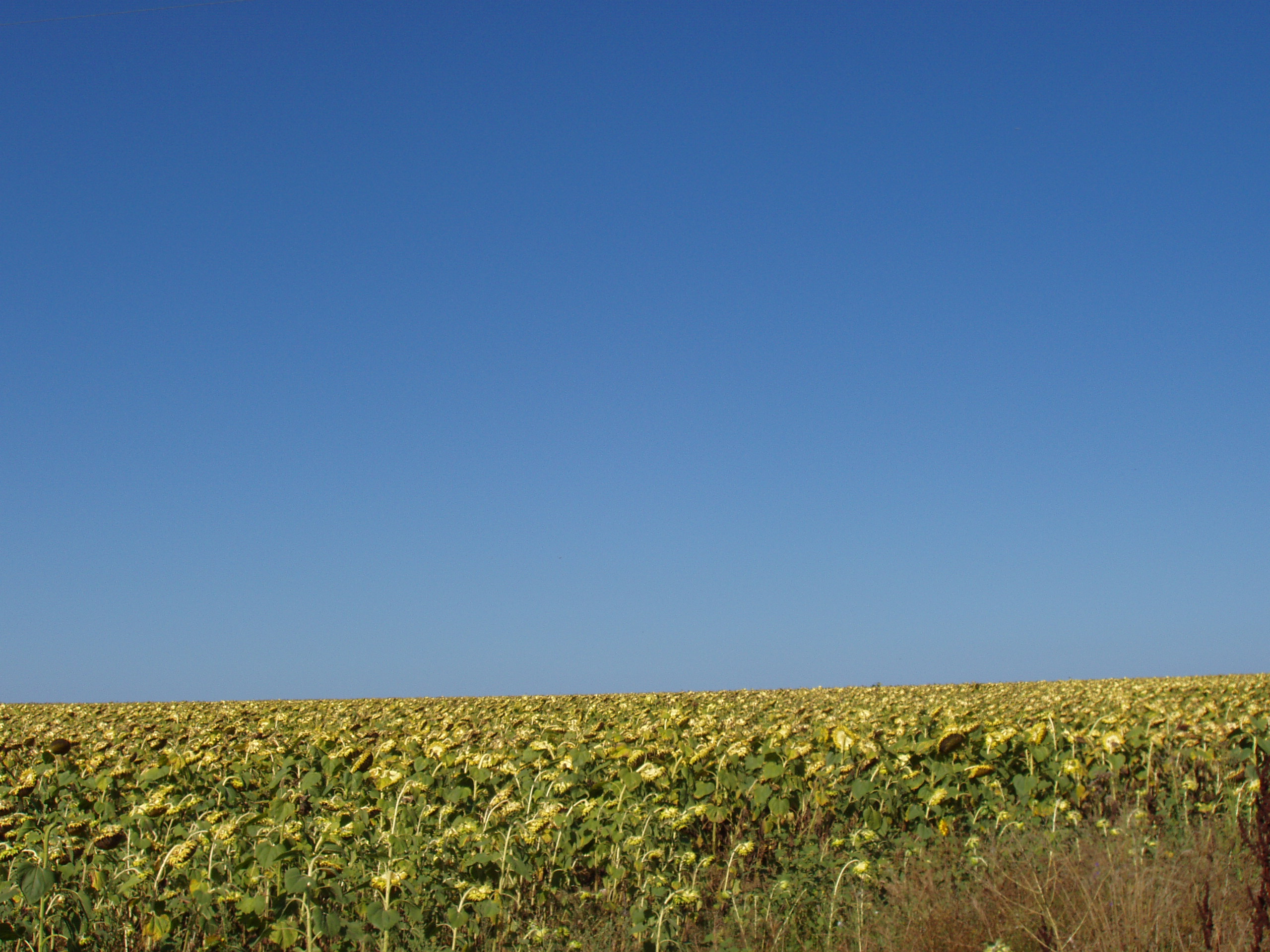
Соняшникове поле в м. Добруджа. Близько 43 % земель Болгарії є орними.

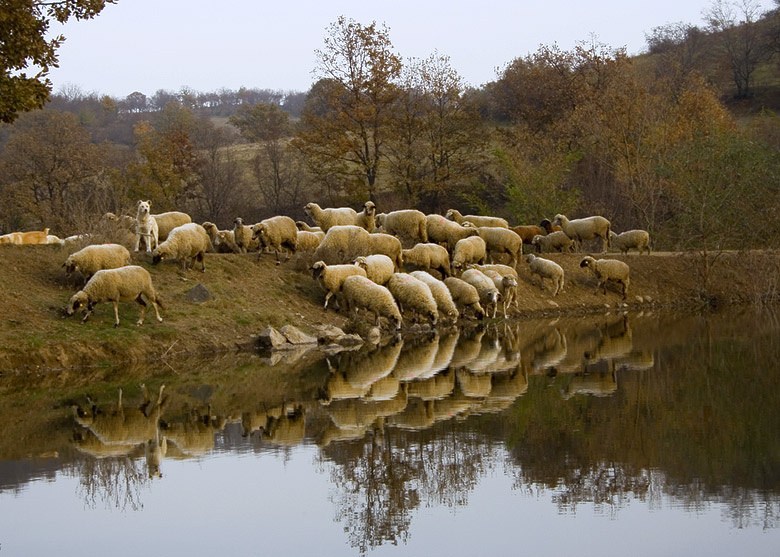
Отара овець.

Територія Болгарії ділиться на три основних економічних райони: Західний, Південно-Східний і Північно-Східний. Ядром Західного району є Софійсько-Перникський промисловий комплекс, де виробляється бл. 30 % електроенергії і всі чорні метали в країні (див. Чорна металургія Болгарії), а також зосереджене машинобудування. Ключову роль у прискореній індустріалізації району в 1950—1960 роки зіграв Перникський вугільний басейн і Креміковське родовище залізняку. У Південно-Східному районі головні промислові центри Пловдів, Бургас, Стара-Загора і Хасково, розвинені кольорова металургія, хімічна промисловість, виробництво будівельних матеріалів і інші галузі. У Північно-Східному районі промислові центри Варна, Русе і Разград, розвиваються машинобудування, хімічна, порцелянова, текстильна, хутряна і шкіряна промисловість. Крім того, це головний район по збору зернових, вирощують цукровий буряк, кукурудзу і овочі.

## Галузі економіки

### Енергетика
Енергетичні ресурси Болгарії вельми обмежені. У 1987 вона імпортувала 60 % споживаної енергії. Загальна потужність всіх станцій в 1995 становила 10,25 млн кВт, причому 57 % енергії виробляли на ТЕС, 25 % — на АЕС і 18 % — на ГЕС. У 1990-ті роки основним напрямом перспективного розвитку визнана атомна енергетика. Міжнародні фінансові організації надають допомогу Болгарії в реконструкції АЕС з метою підвищення її надійності.

### Туризм
Болгарія — невелика країна, але з виключно багатою природою. Тепле, чисте і спокійне море, гори, безліч мінеральних джерел з цілющими водами, пам'ятники культури і архітектури, живий, колоритний фольклор — все це привертає сюди туристів. Сотні готелів, ресторанів і розважальних закладів створюють умови для повноцінного відпочинку. 

Державний устрій. Болгарія — республіка з парламентським правлінням (за Конституцією РБ, прийнятою 12 липня 1992 року). Глава держави — Президент, законодавчу владу здійснюють Народні збори, виконавчим органом влади є Рада Міністрів (уряд). 

### Курорти
Найпопулярніші курорти Болгарії — Албена, «Золоті піски», Рив'єра, Сонячний берег, Сонячний день.
Курорт Албена знаходиться в північній частині чорноморського узбережжя Болгарії. Найближче велике місто — Варна — знаходиться за 45 км. Цей курорт є наймолодшим і разом з тим найфешенебельнішим курортом Болгарії. Тутешні готелі славляться високим рівнем сервісу і величною, авангардною архітектурою, майстерно вписаною в природний ландшафт. Незважаючи на солідну місткість, курорт розташований досить компактно і відрізняється зручним плануванням. Прямо поряд з готелями починається мальовничий ліс, завдяки чому на курорті панує особлива затишна атмосфера. Довжина пляжу, покритого найчистішим золотавим піском, досягає 7 км, ширина доходить до 150 м. Клімат тут помірний, теплий. Сезон в Албені триває з початку травня до кінця жовтня.
Курорт з романтичною назвою «Золоті піски» розташований у північній частині узбережжя Болгарії, за 18 км від Варни. Це, мабуть, найвідоміший і найпопулярніший курорт Болгарії. Особливу гордість тутешнього персоналу викликає те, що «Золоті піски» визнані самим чистим курортом цієї країни, що не дивно, адже місцева влада завжди приділяли особливу увагу екології свого регіону. До речі, Золоті піски були також удостоєні престижної міжнародної нагороди «Синій Прапор» (знак бездоганного екологічного статусу), що зайвий раз підтверджує ексклюзивний характер відпочинку на цьому курорті. Довжина пляжної смуги досягає 3,5 км при середній ширині в 50—100 м. Пісок тут і справді золотого кольору — дуже дрібний і чистий, море завжди прозоре і тепле.
Курорт Рив'єра знаходиться недалеко від Золотих Пісків, за 17 км від Варни. У минулому цей курортний комплекс був урядовою резиденцією, місцем відпочинку і роботи вищого керівництва країни. Сьогодні тут розташувалася невелика курортна зона, дуже тиха, затишна і мальовнича. Рив'єра ідеально підходить для спокійного сімейного відпочинку. Оздоровчий комплекс курорту пропонує програми бальнеологічного лікування.
Сонячний берег це найбільший курорт Болгарії, свого роду туристичний полюс цієї країни. Курорт розташований за 30 км на північ від Бургаса, в екологічно чистій зоні — далеко від великих транспортних артерій та великих міст. Довжина пляжу досягає 10 км, середня ширина становить 35 м. Пісок дрібний і золотистий. Курорт лідирує не тільки за кількістю туристів, що приймаються за сезон, але й за кількістю різноманітних розважальних закладів: понад 250 ресторанів, безліч барів і кафе, нічні клуби і дискотеки, та ігрові центри. До Золотого берега завжди зручно добиратися — міжнародний аеропорт Бургаська, залізничний вокзал і міжнародний морський порт забезпечують швидкі й зручні сполучення з усіма точками світу.

### Азартні ігри
Гральний бізнес в Болгарії дозволено, при цьому ця сфера жорстко контролюється державою.

### Транспорт

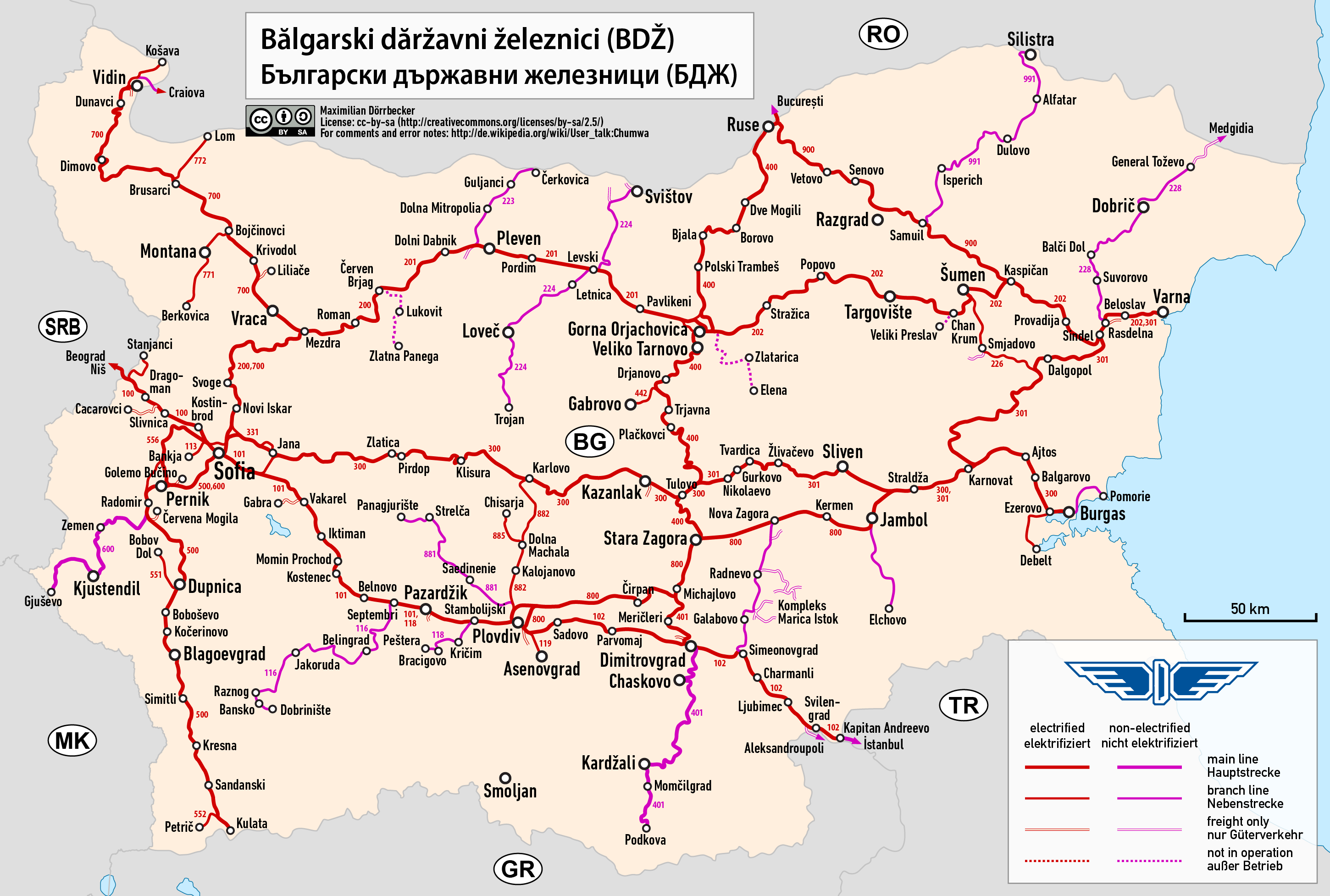
Мапа залізниць

Залізничний транспорт — Довжина залізниць — 6,6 тис. км.
Водний транспорт — Судноплавство по Дунаю. Основні порти: Варна, Бургас. Морський поромний зв'язок — Варна — Чорноморськ.